# 斯塔鎮區 (明尼蘇達州彭寧頓縣)
斯塔鎮區（英語：Star Township）是位於美國明尼蘇達州彭寧頓縣的一個行政鎮區。

## 地方資料
斯塔鎮區的面積為93.63平方千米，皆為陸地。根據2020年美國人口普查的數據，當地共有人口101人，而人口密度為每平方千米1.08人。